# Eisenbahninfrastruktur-Benutzungsverordnung
Die Eisenbahninfrastruktur-Benutzungsverordnung regelte bis September 2016 den diskriminierungsfreien Netzzugang von Eisenbahnverkehrsunternehmen zu öffentlicher Eisenbahninfrastruktur in Deutschland. Netzübergreifende Zusammenarbeit sah die Verordnung ebenfalls vor.
Aus der Verordnung ergab sich die Pflicht für Eisenbahninfrastrukturbetreiber, ihre Infrastruktur diskriminierungsfrei an zugangsberechtigte Eisenbahnverkehrsunternehmen gegen ein Entgelt zur Nutzung zur Verfügung zu stellen. Hierzu musste der Infrastrukturbetreiber Schienennetz-Nutzungsbedingungen aufstellen. Bei der Aufstellung seiner Preislisten musste er die Entgeltgrundsätze der Verordnung beachten.
Die Verordnung enthielt Grundregeln, wie der Infrastrukturbetreiber mit Trassenkonflikten (also konkurrierenden Zugangsbegehren) umzugehen hatte. Für dauerhaft überlastete Schienenwege war ein abgestuftes Verfahren festgelegt, durch welches die Ursachen der dauerhaften Überlastung ermittelt werden und – soweit wirtschaftlich vertretbar – eine Erhöhung der Schienenwegkapazität erreicht werden sollte.
Die Eisenbahninfrastruktur-Benutzungsverordnung wurde zum 2. September 2016 durch das Eisenbahnregulierungsgesetz ersetzt.